# Buccinum tumidulum
Buccinum tumidulum är en snäckart som beskrevs av Georg Ossian Sars 1878. Buccinum tumidulum ingår i släktet Buccinum och familjen valthornssnäckor. Inga underarter finns listade i Catalogue of Life.